# Conn O'Neill
Conn O'Neill primo Conte di Tyrone (c. 1480 - 1559), soprannominato  Bacach (lo Zoppo), figlio di Conn Mór, re di Tir Eóghan, nipote di Henry O'Neill, re di Tír Eógain, fu il primo degli O'Neills che dovette fronteggiare il tentativo inglese di soggiogare l'Irlanda nel XVI secolo. Suo padre, sovrano di Tír Eógan, venne ucciso nel 1493 da suo fratello.
Conn, che era nipote, per parte di madre, di Thomas FitzGerald settimo Conte di Kildare, divenne capo del ramo di Tyrone degli O'Neill (Cinel Eoghain) c. 1519 dopo la morte di suo zio.  A quel tempo, per assumere il titolo di The O'Neill Mór, occorreva assumere il comando di tutto il clan degli  O'Neill. Quando Kildare divenne viceré nel  1524, O'Neill acconsentì ad essere suo attendente nelle cerimonie di stato; ma la sua obbedienza non fu mai garantita, poiché, pur se disposto ad assicurare verbalmente fedeltà, non acconsentì mai a dare degli ostaggi come garanzia della sua condotta. Dopo l'invasione di Tyrone nel 1541 da parte di Sir Anthony St Leger Lord Deputy of Ireland,  Conn consegnò suo figlio Phelim Coach come ostaggio, partecipò al parlamento tenutosi a Trim, e, lasciata l'isola per dirigersi in Inghilterra, si sottomise a re Enrico VIII d'Inghilterra presso Greenwich. Il re lo nominò conte di Tyrone, e gli fece dono di denaro e di una preziosa catena d'oro. Venne anche eletto consigliere in Irlanda e ricevette in dono dei territori nel Pale.
Questo evento creaò un grosso scompiglio in Irlanda, poiché la sottomissione di O'Neil al re inglese e la sua accettazione delle onorificenze inglesi vennero considerate dai suoi familiari e dai suoi seguaci come un affronto. Il conte spese il resto della sua esistenza nel tentativo di riaffermare la propria autorità, a causa di una infinita contesa con il suo figlio più giovane Shane. Questo perché egli aveva nominato suo successore alla guida degli O'Neill suo figlio Matthew, facendolo anche erede del titolo di barone di Dungannon contrariamente all'usanza irlandese della tanistry ovvero il costume di eleggere il nuovo capoclan tramite un'assemblea elettiva di tutti i membri. Oltre a ciò Matthew, anche se membro della casata O'Neill a tutti gli effetti, era un figlio illegittimo. Ma Shane, primo figlio legittimo di Conn, non era uomo da sottomettersi passivamente ad una simile soppressione dei suoi diritti. La lotta dinastica fu feroce ed ebbe termine con l'assassinio di Matthew da parte di sicari di Shane nel 1558. Conn morì un anno dopo. 
Conn si sposò due volte ed ebbe numerosi figli. La sua prima moglie fu Lady Alice Fitzgerald, figlia e sorella del settimo e dell'ottavo Conte di Kildare.  Tra i suoi figli spiccano Phelim Caoch O'Neill.  "Caoch" era il soprannome dato ai miopi. Il principe Phelim Caoch venne ucciso in un raid contro i MacDonald, prima della sottomissione del padre a Enrico VIII d'Inghilterra. 
Anche Shane O'Neill fu figlio della prima moglie. La seconda moglie era figlia di Hugh Boy O'Neill di Clanaboy. Ed una figlia illegittima di Conn si unì in matrimonio con il celebre Sorley Boy MacDonnell.  La sua famiglia si diffuse in tutta l'Irlanda, la Scozia e in Europa e persino nel Nuovo Mondo dopo la caduta dell'Irlanda gaelica e ancora oggi esistono famiglie di discendenti diretti di  Conn.
Alla sua morte, le terre di Conn e la sua famiglia entrarono in subbuglio, tuttavia, all'apice del suo lungo regno, egli fu il più eminente dei sovrani irlandesi. Noto in tutta Europa come un forte ed abile guerriero, e considerato dalla Chiesa Cattolica come un potente baluardo contro il potere della corona inglese.